# Yvonne Rüegg
Pour les articles homonymes, voir Ruegg.
Yvonne Rüegg, née le 2 août 1938 à Coire, est une skieuse alpine suisse membre de Ski Club Arosa.
En 1959, Yvonne Rüegg remporte la descente lors du championnat suisse de ski alpin à Engelberg. Le 23 février 1960, elle remporte la médaille d'or en slalom géant aux Jeux olympiques d'hiver de 1960. Sa victoire fut une surprise et sans lendemain.
Yvonne Rüegg est la nièce d'Anny Rüegg, championne du monde de descente en 1934 à Saint-Moritz.

## Palmarès

### Jeux olympiques d'hiver
| Épreuve / Édition    | Descente | Slalom géant | Slalom  |
| JO 1960 Squaw Valley | 9e       | Or           | Abandon |

### Championnats du monde
| Épreuve / Édition    | Descente | Slalom géant | Slalom  | Combiné |
| JO 1960 Squaw Valley | 9e       | Or           | Abandon | Abandon |

### Arlberg-Kandahar
- Meilleur résultat : 7e place dans la descente 1960 à Sestrières